# Holmsjön (Åsele socken, Lappland, 709372-160683)
Holmsjön är en sjö i Åsele kommun i Lappland och ingår i Gideälvens huvudavrinningsområde. Sjön har en area på 0,308 kvadratkilometer och ligger 388,2 meter över havet. Sjön avvattnas av vattendraget Holmsjöbäcken.

## Delavrinningsområde
Holmsjön ingår i det delavrinningsområde (709429-160607) som SMHI kallar för Utloppet av Holmsjön. Medelhöjden är 400 meter över havet och ytan är 1,93 kvadratkilometer. Det finns inga avrinningsområden uppströms utan avrinningsområdet är högsta punkten. Holmsjöbäcken som avvattnar avrinningsområdet har biflödesordning 4, vilket innebär att vattnet flödar genom totalt 4 vattendrag innan det når havet efter 117 kilometer. Avrinningsområdet består mestadels av skog (55 procent) och sankmarker (22 procent). Avrinningsområdet har 0,31 kvadratkilometer vattenytor vilket ger det en sjöprocent på 15,9 procent.